# Дискографія Кеті Перрі
Дискографія американської поп-співачки Кеті Перрі налічує три студійні альбоми, один концертний альбом, два мініальбоми, 15 синглів (10 з яких власні, у двох вона бере участь як запрошена виконавиця і ще три є промо), а також ряд інших релізів.
Свій перший альбом Перрі випустила в 15-річному віці в жовтні 2001 року ще під своїм справжнім прізвищем Гадсон. Записаний на лейблі Red Hill Records в жанрі госпел та сучасної християнської музики диск мав низькі продажі, що не дозволило йому потрапити в хіт-паради. Через три роки вона, вже взявши дошлюбне прізвище матері Перрі як псевдонім, під керівництвом Глена Балларда з Island Def Jam Music Group приступає до запису нового альбому (A) Katy Perry, реліз якого проте був скасований. У 2004 році Перрі уклала контракт з Columbia Records і знову почала роботу над альбомом, але незабаром угода була розірвана і випуск платівки знову не відбувся.
Зрештою Кеті Перрі починає співпрацю з лейблом Capitol Records, який в листопаді 2007 року випустив її міні-альбом Ur So Gay. Попри те, що диск не став успішним, йому вдалося наробити в інтернеті чимало шуму навколо імені співачки. У травні 2008 року виходить перший сингл «I Kissed a Girl» з її дебютного як поп-виконавиці альбому One of the Boys. Композиція займала верхні позиції в багатьох хіт-парадах світу, включаючи американський Billboard Hot 100, канадський Canadian Hot 100 та UK Singles Chart у Великої Британії. Реліз самого альбому відбувся в червні того ж року — він досяг дев'ятого рядка у чарті Billboard 200, а за результатами продажів був сертифікований Американською асоціацією звукозаписних компаній (RIAA) як платиновий. Наступним синглом Кеті Перрі стає пісня «Hot n Cold», що зуміла стати лідеркою хіт-парадів в Австрії, Німеччини, Канади, Нідерландів та Швейцарії. І «I Kissed a Girl», і «Hot n Cold» отримали від RIAA статус чотири рази платинових дисків. Крім цього, з даного альбому як сингли були випущені композиції «Thinking of You» та «Waking Up in Vegas», перша з яких не змогла пробитися в першу десятку Billboard Hot 100, а друга там же зупинилася на дев'ятій позиції.
У 2009—2010 роках Перрі бере участь у записі двох синглів інших виконавців. Спочатку вона працює разом з колорадським гуртом 3OH!3 над піснею «Starstrukk» з їхнього другого студійного альбому Want, яка також увійшла в саундтрек до фільму «Одного разу в Римі». Потім вона співпрацює з Тімбалендом при випуску синглу «If We Ever Meet Again», який став четвертим та останнім синглом з його третього студійного альбому Shock Value II. Крім цього, співачка виступила на шоу MTV Unplugged, запис якого був випущений у листопаді 2009 року як концертний альбом.
У серпні 2010 року відбувся реліз її третього студійного альбому Teenage Dream. Дебютним синглом з диска стала композиція «California Gurls», записана спільно з репером Snoop Dogg, який одразу дебютував на першому рядку в чарті Billboard Hot 100. Потім були випущені сингли «Teenage Dream», «Firework», «E.T.» (за участю Каньє Веста) і «Last Friday Night (T.G.I.F.)», всі досягли вершини головного американського хіт-параду. Це дозволило Кеті Перрі стати першою жінкою і лише другою виконавицею після Майкла Джексона з п'ятьма синглами з одного альбому, які очолювали хіт-парад Billboard Hot 100.

## Альбоми

### Студійні альбоми
| Назва                                                                            | Деталі альбому                                                                                    | Пікові позиції у чартах | Пікові позиції у чартах | Пікові позиції у чартах | Пікові позиції у чартах | Пікові позиції у чартах | Пікові позиції у чартах | Пікові позиції у чартах | Пікові позиції у чартах | Пікові позиції у чартах | Пікові позиції у чартах | Продажі                                                                                              | Сертифікації |
| Назва                                                                            | Деталі альбому                                                                                    | US                      | AUS                     | AUT                     | CAN                     | FRA                     | GER                     | ITA                     | NZ                      | SWI                     | UK                      | Продажі                                                                                              | Сертифікації |
| -------------------------------------------------------------------------------- | ------------------------------------------------------------------------------------------------- | ----------------------- | ----------------------- | ----------------------- | ----------------------- | ----------------------- | ----------------------- | ----------------------- | ----------------------- | ----------------------- | ----------------------- | --- | --- |
| Katy Hudson                                                                      | - Реліз: 6 березня 2001 - Лейбл: Red Hill - Формат: Cassette, CD                                  | —                       | —                       | —                       | —                       | —                       | —                       | —                       | —                       | —                       | —                       | | |
| One of the Boys                                                                  | - Реліз: 17 червня 2008 - Лейбл: Capitol - Формат: CD, цифрове завантаження, LP, стриминг         | 9                       | 11                      | 6                       | 6                       | 10                      | 7                       | 23                      | 17                      | 6                       | 11                      | - США: 1,730,000 - Франція: 200,000 - Велика Британія: 700,261                                       | - RIAA: 3× Platinum - ARIA: 2× Platinum - BPI: 2× Platinum - BVMI: 3× Gold - FIMI: Gold - IFPI AUT: Platinum - IFPI SWI: Gold - MC: 3× Platinum - RMNZ: Gold - SNEP: 2× Platinum         |
| Teenage Dream                                                                    | - Реліз: 24 серпня 2010 - Лейбл: Capitol - Формат: CD, цифрове завантаження, LP, стриминг         | 1                       | 1                       | 1                       | 1                       | 3                       | 5                       | 3                       | 1                       | 4                       | 1                       | - США: 3,100,000 - Канада: 376,000 - Франція: 200,000 - Велика Британія: 1,308,384                   | - RIAA: 9× Platinum - ARIA: 6× Platinum - BPI: 5× Platinum - BVMI: Platinum - FIMI: Platinum - IFPI AUT: Gold - IFPI SWI: Gold - MC: 4× Platinum - RMNZ: 3× Platinum - SNEP: 2× Platinum |
| Prism                                                                            | - Реліз: 18 жовтня 2013 - Лейбл: Capitol - Формат: CD, цифрове завантаження, LP, стриминг         | 1                       | 1                       | 3                       | 1                       | 4                       | 4                       | 5                       | 1                       | 2                       | 1                       | - США: 1,740,000 - Австралія: 179,000 - Канада: 40,000 - Франція: 140,000 - Велика Британія: 440,272 | - RIAA: 5× Platinum - ARIA: 5× Platinum - BPI: Platinum - BVMI: Gold - FIMI: Platinum - IFPI AUT: 3× Platinum - IFPI SWI: Gold - MC: 3× Platinum - RMNZ: 2× Platinum - SNEP: Platinum    |
| Witness                                                                          | - Реліз: 9 червня 2017 - Лейбл: Capitol - Формат: CD, цифрове завантаження, LP, стриминг          | 1                       | 2                       | 6                       | 1                       | 4                       | 10                      | 6                       | 2                       | 7                       | 6                       | - США: 311,000 - Австралія: 7,863 - Канада: 23,000 - Франція: 30,000+ - Велика Британія: ~60,000     | - RIAA: Gold - ARIA: Gold - BPI: Silver - IFPI AUT: Gold - MC: Platinum - SNEP: Gold |
| Smile                                                                            | - Реліз: 28 серпня 2020 - Лейбл: Capitol - Формат: касета, CD, цифрове завантаження, LP, стриминг | 5                       | 2                       | 8                       | 5                       | 17                      | 14                      | 10                      | 4                       | 8                       | 5                       | - США: 67,000                                                                                        | |
| «—» релізи, що не потрапили у чарти або не були випущені у відповідних регіонах. |                                                                                                   |                         |                         |                         |                         |                         |                         |                         |                         |                         |                         | | |

### Перевидання
| Назва                                  | Деталі альбому                                                                             | Пікові позиції у чартах | Пікові позиції у чартах | Пікові позиції у чартах | Пікові позиції у чартах | Пікові позиції у чартах | Пікові позиції у чартах | Пікові позиції у чартах | Пікові позиції у чартах | Пікові позиції у чартах | Пікові позиції у чартах | Продажі         |
| Назва                                  | Деталі альбому                                                                             | US                      | AUS                     | BEL (FL)                | BEL (WA)                | FIN                     | FRA                     | NLD                     | NZ                      | SWE                     | UK                      | Продажі         |
| -------------------------------------- | ------------------------------------------------------------------------------------------ | ----------------------- | ----------------------- | ----------------------- | ----------------------- | ----------------------- | ----------------------- | ----------------------- | ----------------------- | ----------------------- | ----------------------- | --------------- |
| Teenage Dream: The Complete Confection | - Реліз: 23 березня 2012 - Лейбл: Capitol - Формат: CD, цифрове завантаження, LP, стриминг | 7                       | 5                       | 14                      | 29                      | 18                      | 4                       | 44                      | 2                       | 47                      | 6                       | - WW: 1,000,000 |

### Альбоми-колаборації
| Назва      | Деталі альбому |
| ---------- | --- |
| The Matrix | - With The Matrix; credited on seven songs - Реліз: 27 січня 2009 - Лейбл: Let's Hear It - Формат: CD, цифрове завантаження |

## Мініальбоми
| Назва                                                                            | Деталі мініальбому                                                                           | Пікові позиції у чартах | Пікові позиції у чартах | Пікові позиції у чартах | Продажі       |
| Назва                                                                            | Деталі мініальбому                                                                           | US                      | FRA                     | SWI                     | Продажі       |
| -------------------------------------------------------------------------------- | -------------------------------------------------------------------------------------------- | ----------------------- | ----------------------- | ----------------------- | ------------- |
| Ur So Gay                                                                        | - Реліз: 20 листопада 2007 - Лейбл: Capitol - Формат: CD, цифрове завантаження, стриминг     | —                       | —                       | —                       |               |
| The Hello Katy Australian Tour EP                                                | - Реліз: 7 серпня 2009 - Лейбл: Capitol - Формат: цифрове завантаження, стриминг             | —                       | —                       | —                       |               |
| MTV Unplugged                                                                    | - Реліз: 17 листопада 2009 - Лейбл: Capitol - Формат: CD+DVD, цифрове завантаження, стриминг | 168                     | 192                     | 82                      | - США: 63,000 |
| Camp Katy                                                                        | - Реліз: 15 жовтня 2020 - Лейбл: Capitol - Формат: цифрове завантаження, стриминг            | —                       | —                       | —                       |               |
| Scorpio SZN                                                                      | - Реліз: 26 жовтня 2020 - Лейбл: Capitol - Формат: цифрове завантаження, стриминг            | —                       | —                       | —                       |               |
| Empowered                                                                        | - Реліз: 3 листопада 2020 - Лейбл: Capitol - Формат: цифрове завантаження, стриминг          | —                       | —                       | —                       |               |
| Cosmic Energy                                                                    | - Реліз: 18 грудня 2020 - Лейбл: Capitol - Формат: цифрове завантаження, стриминг            | —                       | —                       | —                       |               |
| «—» релізи, що не потрапили у чарти або не були випущені у відповідних регіонах. |                                                                                              |                         |                         |                         |               |

## Сингли

### Власні сингли
| 2008                                         | «I Kissed a Girl»              | 1  | 1  | 1  | 1  | 1  | —  | 5  | 1  | 1  | 3  | 1  | 1  | 1  | 1  | Список - AU: 3×Платиновий - AU: Платиновий - CA: 7×Платиновий - UK: Золотий    | One of the Boys                        |
| 2008                                         | «Hot n Cold»                   | 4  | 1  | 1  | 1  | 1  | 1  | 10 | 3  | 2  | 5  | 5  | 2  | 4  | 3  | Список - AU: 5×Платиновий - AU: Платиновий - CA: 8×Платиновий - UK: Платиновий | One of the Boys                        |
| 2009                                         | «Thinking of You»              | 34 | 18 | 9  | 24 | 45 | —  | 11 | 38 | 14 | —  | 79 | 29 | 27 | 29 |                                                                                | One of the Boys                        |
| 2009                                         | «Waking Up in Vegas»           | 11 | 26 | 4  | 2  | 69 | —  | —  | 8  | —  | 78 | 9  | 32 | 19 | 9  |                                                                                | One of the Boys                        |
| 2010                                         | «California Gurls»             | 1  | 3  | —  | 1  | 4  | —  | 5  | 1  | 3  | 6  | 1  | 8  | 1  | 1  |                                                                                | Teenage Dream                          |
| 2010                                         | «Teenage Dream»                | 2  | 2  | 14 | 2  | 8  | 6  | 75 | 1  | 9  | 17 | 1  | 21 | 2  | 1  |                                                                                | Teenage Dream                          |
| 2010                                         | «Firework»                     | 3  | 3  | 5  | 1  | 3  | 4  | 7  | 2  | 4  | 6  | 1  | 4  | 3  | 1  |                                                                                | Teenage Dream                          |
| 2011                                         | «E.T.»                         | 5  | 7  | —  | 13 | —  | —  | 10 | 5  | 9  | 39 | 1  | 12 | 3  | —  |                                                                                | Teenage Dream                          |
| 2011                                         | «Last Friday Night (T.G.I.F.)» | 5  | 7  | —  | 1  | —  | —  | 22 | 2  | 9  | 24 | 4  | 33 | 9  | 1  |                                                                                | Teenage Dream                          |
| 2011                                         | «The One That Got Away»        | 27 | 19 | —  | 2  | —  | —  | 30 | 13 | —  | 66 | 12 | 48 | 18 | 3  |                                                                                | Teenage Dream                          |
| 2012                                         | «Part of Me»                   | 5  | 18 | —  | 1  | —  | —  | 13 | 5  | —  | 28 | 1  | —  | 1  | 1  |                                                                                | Teenage Dream: The Complete Confection |
| 2012                                         | «Wide Awake»                   | 4  | 28 | —  | 1  | —  | —  | 33 | 6  | —  | 41 | 1  | —  | 9  | 2  |                                                                                | Teenage Dream: The Complete Confection |
| 2013                                         | «Roar»                         | 1  | 1  | 5  | 1  | —  | —  | 5  | 1  | 4  | 5  | 1  | 5  | 1  | 1  |                                                                                | Prism                                  |
| 2013                                         | «Unconditionally»              | 11 | 16 | 26 | 13 | 27 | 22 | 38 | 27 | 6  | 53 | 26 | 48 | 25 | —  |                                                                                | Prism                                  |
| 2013                                         | «Dark Horse»                   | —  | —  | 1  | 1  | 4  | 6  | 6  | 3  | 8  | 1  | 2  | 2  | 4  | —  |                                                                                | Prism                                  |
| 2014                                         | «Birthday»                     | 25 | 51 | 2  | 7  | —  | 69 | 57 | —  | —  | 56 | 17 | —  | 22 | —  |                                                                                | Prism                                  |
| «—» ставиться, якщо сингл не потрапив в чарт |                                |    |    |    |    |    |    |    |    |    |    |    |    |    |    |                                                                                |                                        |

### Сингли з її участю
| ARIA:2×P · Помилка виразу: незрозуміле слово «px» RIAA:P | BPI:G · Flag of New Zealand.svg\|border RIANZ:G |

| [[Файл:Помилка виразу: незрозуміле слово «px»\|20x13px\|Австралія]] ARIA: P · Flag of New Zealand.svg\|border RIANZ:P | IFPI:G |

### Промо-сингли
| 2007                                                                             | «Ur So Gay»           | —  | —  | —  | One of the Boys |
| 2010                                                                             | «Not Like the Movies» | 53 | 41 | —  | Teenage Dream   |
| 2010                                                                             | «Circle the Drain»    | 58 | 30 | 36 | Teenage Dream   |
| Символ "—"означає, що сингл не потрапив у чарт або не випускався в даній країні. |                       |    |    |    |                 |

## Інші пісні, що потрапили в чарти
| 2008                                                                              | «One of the Boys»      | 40 | —  | —  | [[Файл:Помилка виразу: незрозуміле слово «px»\|20x13px\|Австралія]] ARIA: G · | One of the Boys |
| 2009                                                                              | «If You Can Afford Me» | —  | —  | 28 |                                                                               | One of the Boys |
| 2010                                                                              | «Peacock»              | —  | 56 | —  |                                                                               | Teenage Dream   |
| Символ «—» означає, що сингл не потрапив у чарт або не випускався в даній країні. |                        |    |    |    |                                                                               |                 |

## Відеографія

### Відеоальбом
| Реліз                 | Інформація про реліз                                                         | Коментарі |
| --------------------- | ---------------------------------------------------------------------------- | --------- |
| The Girl Who Ran Away | - Випущений:22 березня 2011 - Лейбл:Sexy Intellectual Records - Формати: DVD |           |

### Відеокліпи
| style="width:3em;background-color:#FFD5FF;" Рік | Композиція                                               | Режисер                       |
| ----------------------------------------------- | -------------------------------------------------------- | ----------------------------- |
| 2007                                            | «Ur So Gay»                                              | Волтер Мей                    |
| 2008                                            | «I Kissed a Girl»                                        | Кінга Бурза                   |
| 2008                                            | «Hot n Cold»                                             | Алан Фергюсон                 |
| 2009                                            | «Thinking of You»                                        | Меліна Матсоукас              |
| 2009                                            | «Waking Up in Vegas»                                     | Джозеф Кан                    |
| 2009                                            | «Starstrukk» (3OH!3 за участю Кеті Перрі)                | Марк Класфелд та Стів Джоз    |
| 2010                                            | «If We Ever Meet Again» (Timbaland за участю Кеті Перрі) | Пол Аллен                     |
| 2010                                            | «California Gurls» (Кеті Перрі за участю Snoop Dogg)     | Метью Каллен                  |
| 2010                                            | «Teenage Dream»                                          | Йоанн Лемойна                 |
| 2010                                            | «Firework»                                               | Дейв Майєрс                   |
| 2011                                            | «E.T.» (Кеті Перрі за участю Каньє Уеста)                | Флорія Сігізмонді             |
| 2011                                            | «Last Friday Night (T.G.I.F.)»                           | Марк Класфелд та Денні Локвуд |
| 2011                                            | «The One That Got Away»                                  | Флорія Сігізмонді             |